# François Reynaert (architecte)
Pour les articles homonymes, voir François Reynaert et Reynaert.

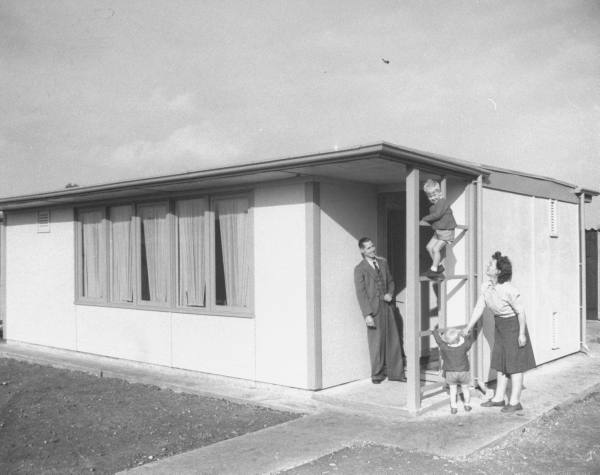
Modèle pré-fabriqué UK 100.

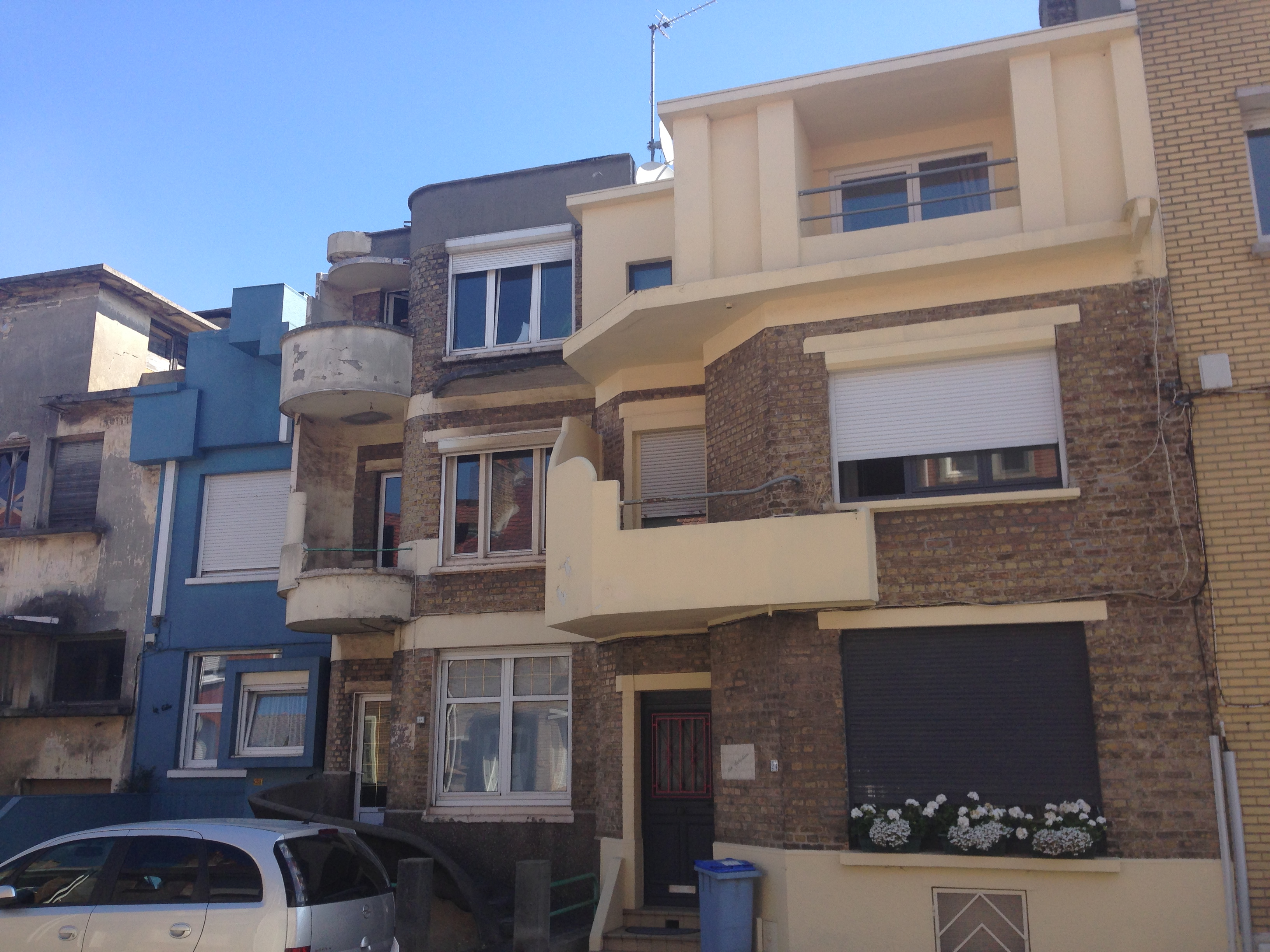
Les Disques, les Cubes, Les Cigognes et les Eglantines

François Reynaert, né le 6 août 1887 à Rosendaël (dans le quartier de la Tente verte) et décédé le 12 août 1958 dans la même ville, est un architecte, artiste décorateur, entrepreneur et inventeur français. Il n'a jamais eu de diplôme d'architecte. 
Il est connu pour avoir réalisé plusieurs bâtiments du quartier « Excentric » de Rosendaël.
Au moment de la Reconstruction, il a l'occasion d'ériger de nombreuses maisons pré-fabriquées UK 100, produits promus par le ministère de la reconstruction et de l'urbanisme.

## Réalisations remarquables
Une série de maisons datant de 1929, toutes en béton armé, à toit plat, sont inscrites (pour leurs façades et toitures) au titre des monuments historiques par arrêté du 28 décembre 1988  Inscrit MH (1988) :
- « Ma Coquille » 25 rue André-Chenier, 1929[3],
- « Les Cigognes » 26 rue Eugène-Dumez, 1929[4]
- « Les Cubes » 28 rue Eugène-Dumez, 1929[5]
- « Les Écailles » 57 rue Martin-Luther-King, 1936[6],[7]
- « Le Pylône » 63 rue Martin-Luther-King[8],[9] (rebaptisée La Paix du soir)
- « Les Rouleaux » 120 rue Martin-Luther-King[10]
- Clôture de l'Excentric Moulins 63 rue André-Chenier 1939  Inscrit MH[11]

## Autres réalisations
- Maison L'Araignée, 1931[12]
- Maison Les Copeaux 1932 louée à l'évêché, un temps transformée en église Sainte-Bernadette
- Les Poissons 1932
- Les Piliers
- Maison Marie-Antoinette[12]
- Maison Les Roses[12]
- Maison Les Volutes, 1932[12]
- Maison Les Cygnes, 1933[12]
- Yvette 1933
- Maison Les Blocs[12]
- Les Équerres
- Les Baldaquins
- Acanthes 1933
- Les Ores 1933
- Maison Les Anneaux, 1936[12]
- Canaris
- Florida
- Maison Suzette, 1937[12]
- Maison Les Disques[12],[13] à l'angle des 8 rue Martin-Luther-King et 30 rue Eugène-Dumez
- Dancing 1938 (détruit) L'Excentric Moulins (partie d'un projet de zone de loisirs), cabaret entre 1940 et 1945[12]
- Maison Les Prismes (détruite les 18-19 mai 1940)
- Maison Les Triangles (détruite les 18-19 mai 1940)
- Maison Les Algues (détruite les 18-19 mai 1940)
- Maison Rose-Thé 1929
- Maison L'Escargot 1929 rue Carnot[12]
- Maison Les Églantines[12] 24 rue Eugène-Dumez

## Sources
- « La vie de François Reynaert (1887- 1958) », Maison de l'Environnement de Dunkerque